# Enspijk
Enspijk (Dialect: Enspik) is een dorp aan de Linge in de gemeente West Betuwe in de Nederlandse provincie Gelderland. Enspijk heeft 590 inwoners.

## Historie
Enspijk is een concentrisch dorp, ontstaan op de oeverwallen van de Linge. Het dorp is gebouwd rondom een brink, waar het vee werd verzameld als het naar de gemeenschappelijke weiden ging. Op de voormalige brink staat nu de Kerk. In Enspijk is ook de dobbe bewaard gebleven, de vijver waar het vee gedrenkt werd en waar men in geval van brand bluswater uithaalde. Vanuit de brink liepen brede paden, veedriften, naar de gemeenschappelijke weidegronden.
De historie van Enspijk hangt samen met die van het geslacht Pieck. Het dorpswapen is mogelijk van het geslachtswapen van Pieck afgeleid: een rood kruis in zilver gezet. De Piecken bezaten waarschijnlijk het Huis te Enspijk. Dit huis stond ten zuiden van het dorp en was met een gracht omgeven. In 1828 werd het afgebroken.
Inwoners van Enspijk werden rond 1900 hanenknippers genoemd. In 1874 stelde een artikel in de Nieuwe Tielsche Courant de Enspijkers deze benaming in het vooruitzicht vanwege het plan om in mei, bij het feest ter herdenking van de kroning van Willem III, een levende haan in een paal te hangen en die door geblinddoekte feestgangers met een schaar aan stukken te laten knippen. De beschuldiging werd ontkend en herhaald; in de 19e eeuw kwamen dergelijke kwelspelen in elk geval op veel plaatsen voor.
In de 19e eeuw liepen op oudejaarsavond de jeugdigen in Enspijk met een rommelpot rond. Onder het brommende geluid van zo'n rommelpot werden dan versjes opgezet. In Enspijk klonk het dan: "Gelukkig Nieuwjaar, Vat de kat bij het haar, Vat de hond bij de start, Dan krijg je ieder jaar wat".

## Kenmerken
De in de dorpskern aanwezige Nederlands Hervormde kerk stamt uit de vijftiende eeuw. In het dorp staat de dorpspomp met het Wapen van Enspijk erop.
Door het dorp loopt een fietsknooppuntroute. Langs de oude doorgaande weg van Enspijk ligt Eetcafé De Zwaan, een oud bruin café. Net buiten de bebouwde kom van het dorp, aan aansluiting 15 van de snelweg A2, liggen vestigingen van La Place en McDonald's. Net buiten het dorp liggen nog oude politieslipbanen. Deze banen waren op 1 augustus 1971 in gebruik genomen door gemeente- en rijkspolitie, maar werden alleen in de jaren 70 en 80 gebruikt.

## Recreatie
• Vakantiepark Capfun De Rotonde
• Lekker aan de Linge, kano- en fietsverhuur
• Theetuin De Fruithoeve
• Eetcafé De Zwaan

## Gijzeling van januari 1973
Op maandag 29 januari 1973 overvielen twee criminelen, Daniel (Daan) Denie (26) en Johan (Jan) Brouwers (24) een postagentschap in Den Bosch, waarbij de buit 16.000 gulden aan contanten, 10.000 gulden aan postzegels  en een doos met 50 sigaren was. De politie was hen echter snel op het spoor. De gestolen vluchtauto werd langs de A2 bij verkeersplein Deil zonder benzine aangetroffen. Een automobilist meldde dat hij onder bedreiging van een vuurwapen zijn auto moest afstaan en een veehouder uit de toenmalige gemeente Deil gaf door twee verdachte figuren te hebben gezien. Zich verschuilend, over sloten springend, bereikten ze de boerderij van de familie Smits in Enspijk. De mannen verschansten zich in de boerderij waar op dat moment boer Smits, zijn vrouw en dochter aanwezig waren. De boerderij werd omsingeld door de politie en de eerste gijzeling door gewapende overvallers in Nederlandse historie was een feit.

## Openbaar vervoer
De volgende buslijnen rijden door het dorp:
- Lijn 260 van Geldermalsen naar Leerdam (buurtbus)
- Lijn 647 van Enspijk via Geldermalsen naar Gorinchem (schoolbus)

## Woonachtig geweest in Enspijk
- Erik Pieters, voetballer
- Jan Scholte, waterpoloër

## Fotogalerij

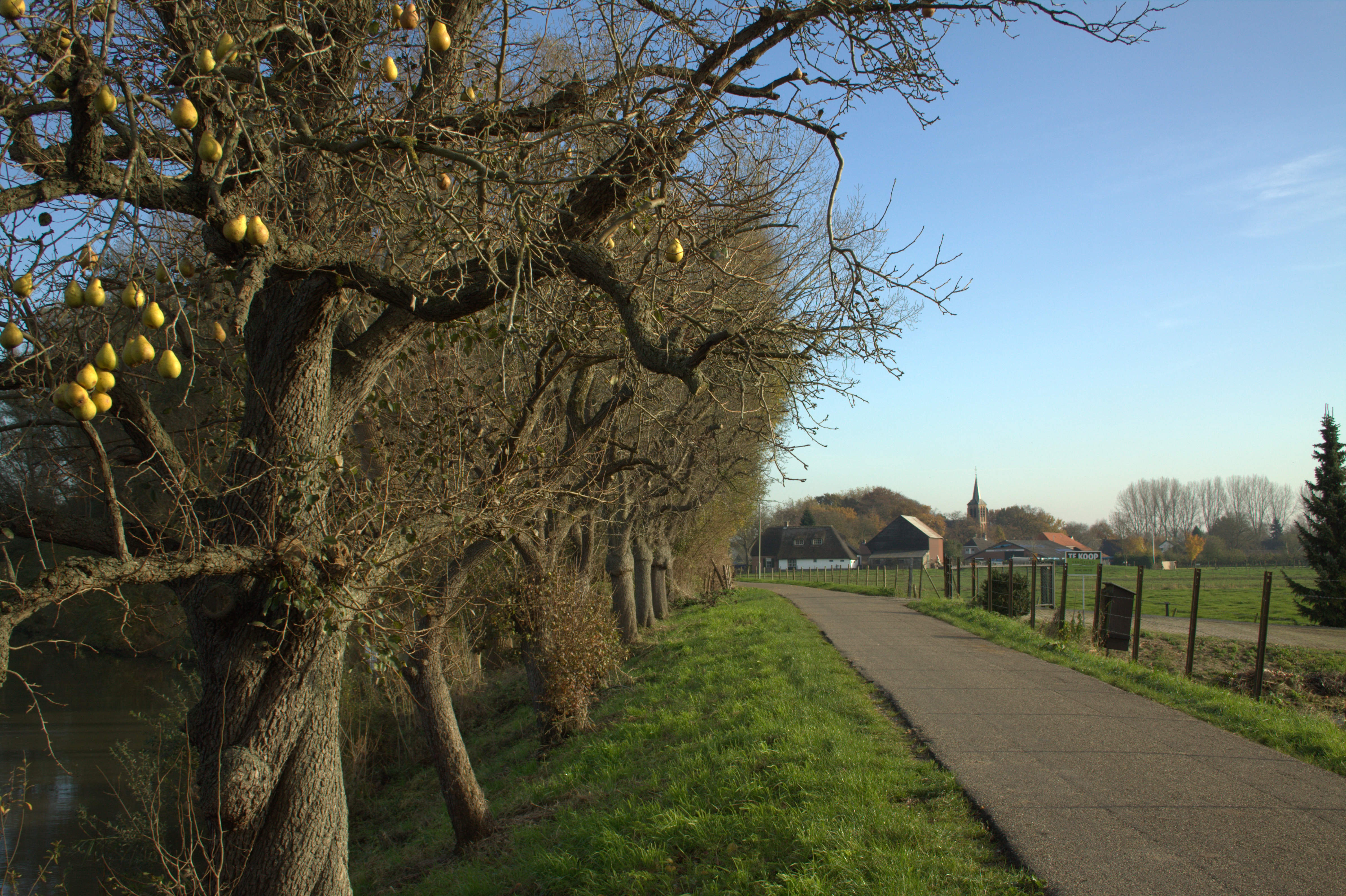
Zicht op Enspijk
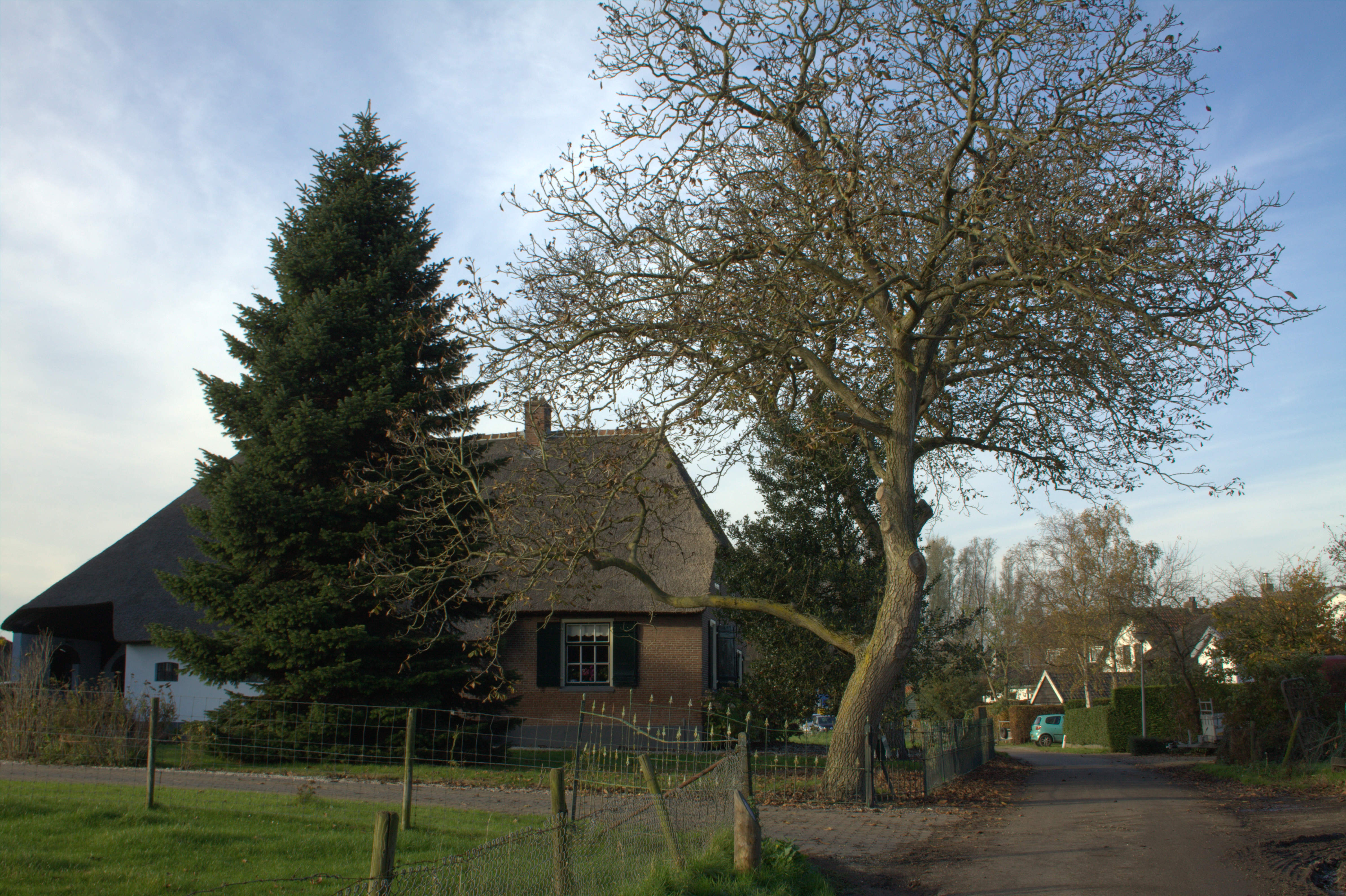
Lepelstraat
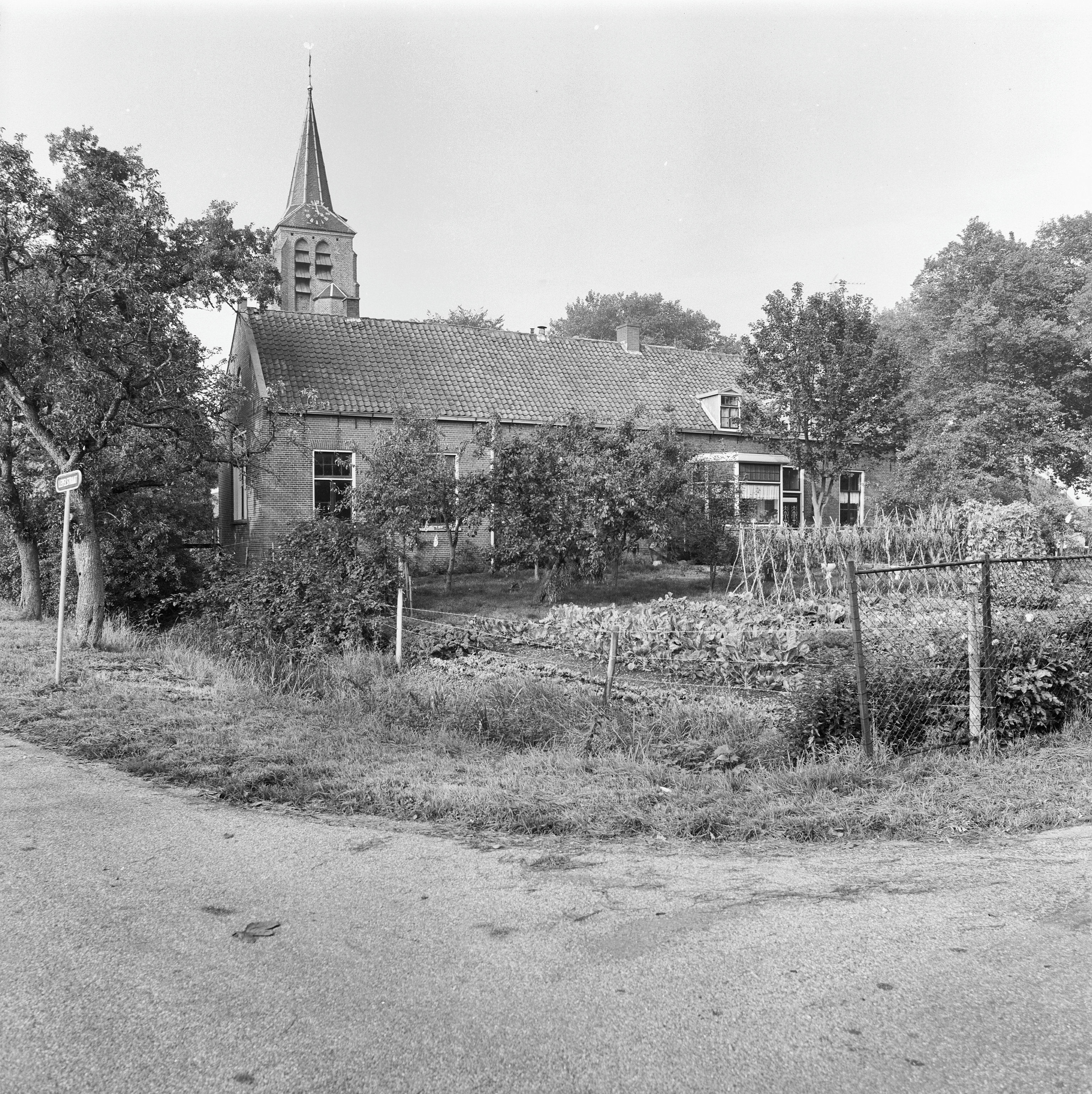
Voormalige school
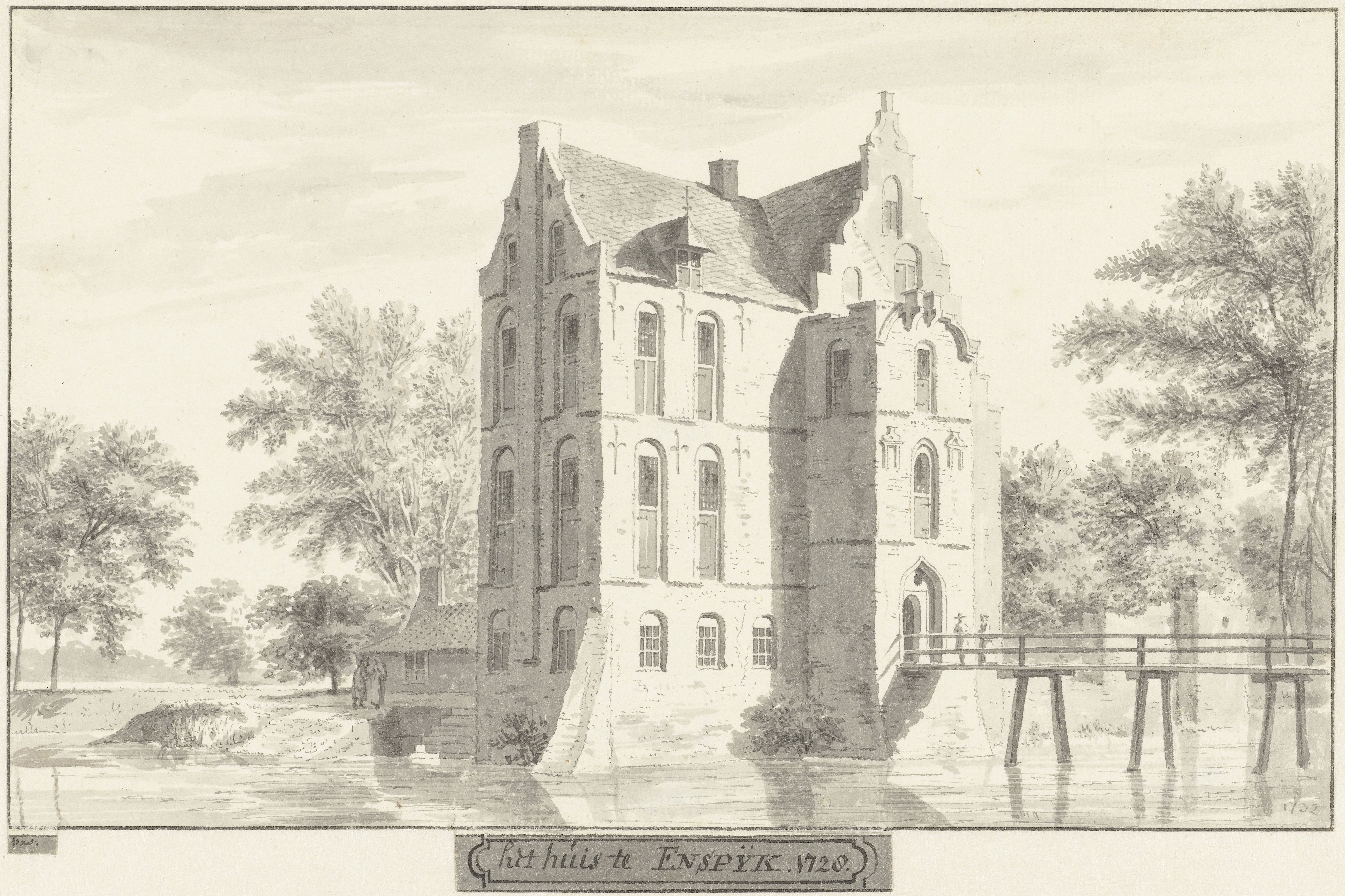
Verdwenen kasteel
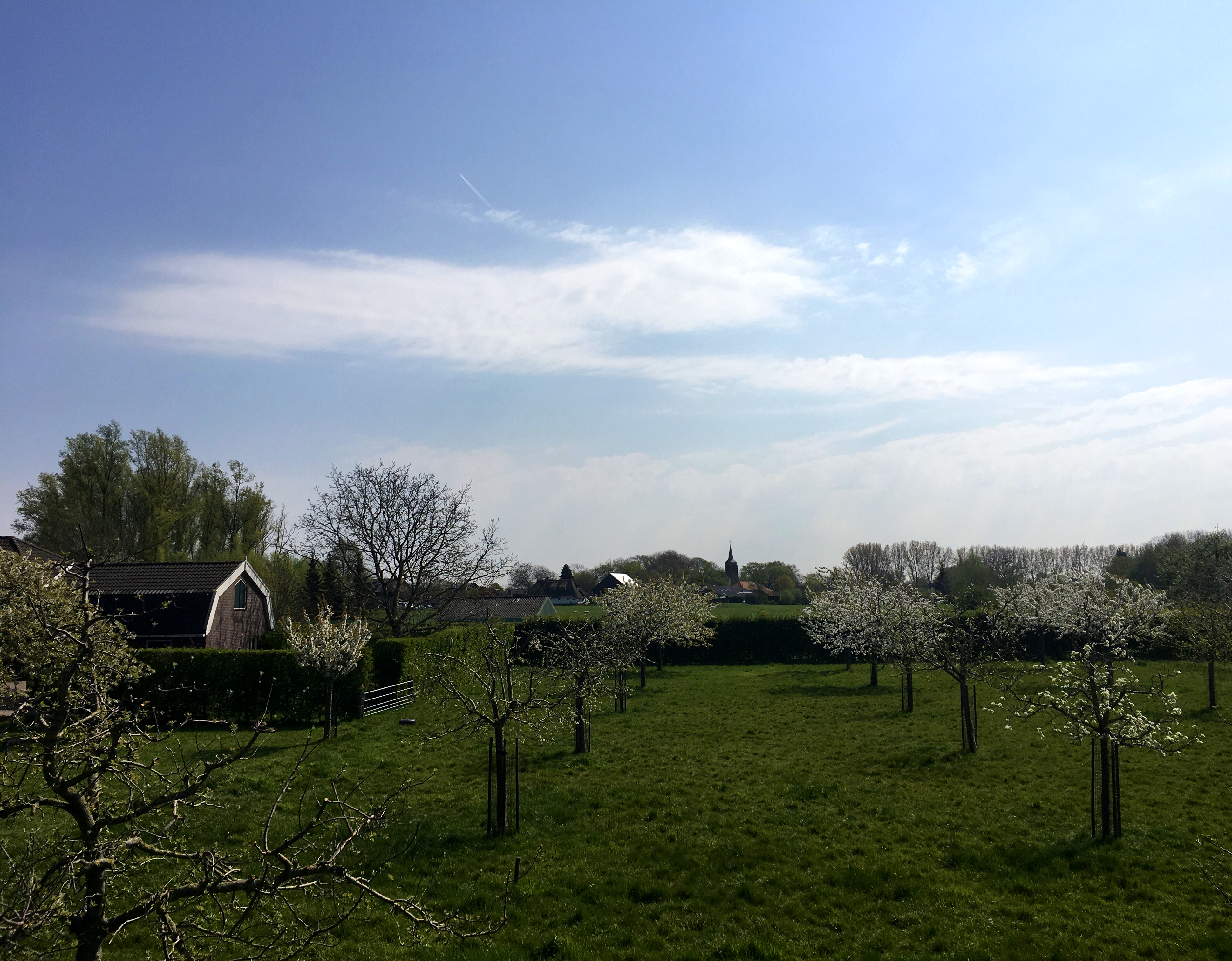
Zicht op Enspijk tijdens de lente